# Pierre-Narcisse Guérin
Pierre Narcisse, baron Guérin (* 13 de marzo de 1774 en París - 16 de julio de 1833 en Roma), pintor y litógrafo francés. Uno de los maestros del clasicismo, discípulo de Jean-Baptiste Regnault e influido por Jacques-Louis David y especializado en temas históricos, sobre todo de la Antigüedad clásica: personajes de la historia de Grecia y Roma, pasajes de la guerra de Troya o de la Eneida, aunque también dedicó alguno de sus cuadros a Napoleón. Sus cuadros se caracterizan por la maestría en el tratamiento, el correcto dibujo y, sobre todo, la iluminación, con la que abrió nuevas direcciones en la pintura.
En 1822 fue nombrado Director de la Academia de Francia en Roma, puesto en el que permaneció hasta 1829. Retornó a Roma en 1833 y allí falleció el 16 de julio de 1833. 
Su importancia para la historia de la pintura reside también en que por su estudio en París pasaron pintores que más adelante serían famosos, como Théodore Géricault, Xavier Sigalon, Eugène Delacroix, Raymond Monvoisin y Ary Scheffer, aunque todos ellos se apartaron, por vías diversas, del estilo del maestro.

## Galería

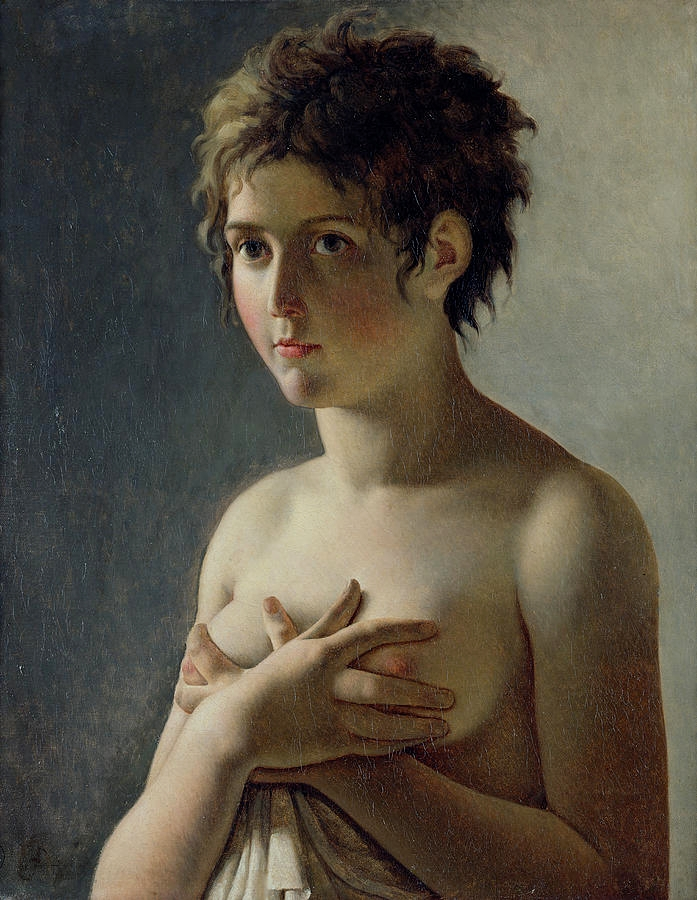
Busto de muchacha
Morfeo e Iris
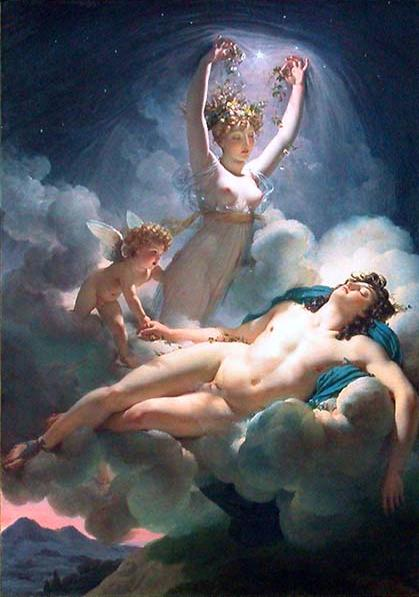
Eos (la Aurora) y Céfalo, Museo del Louvre.
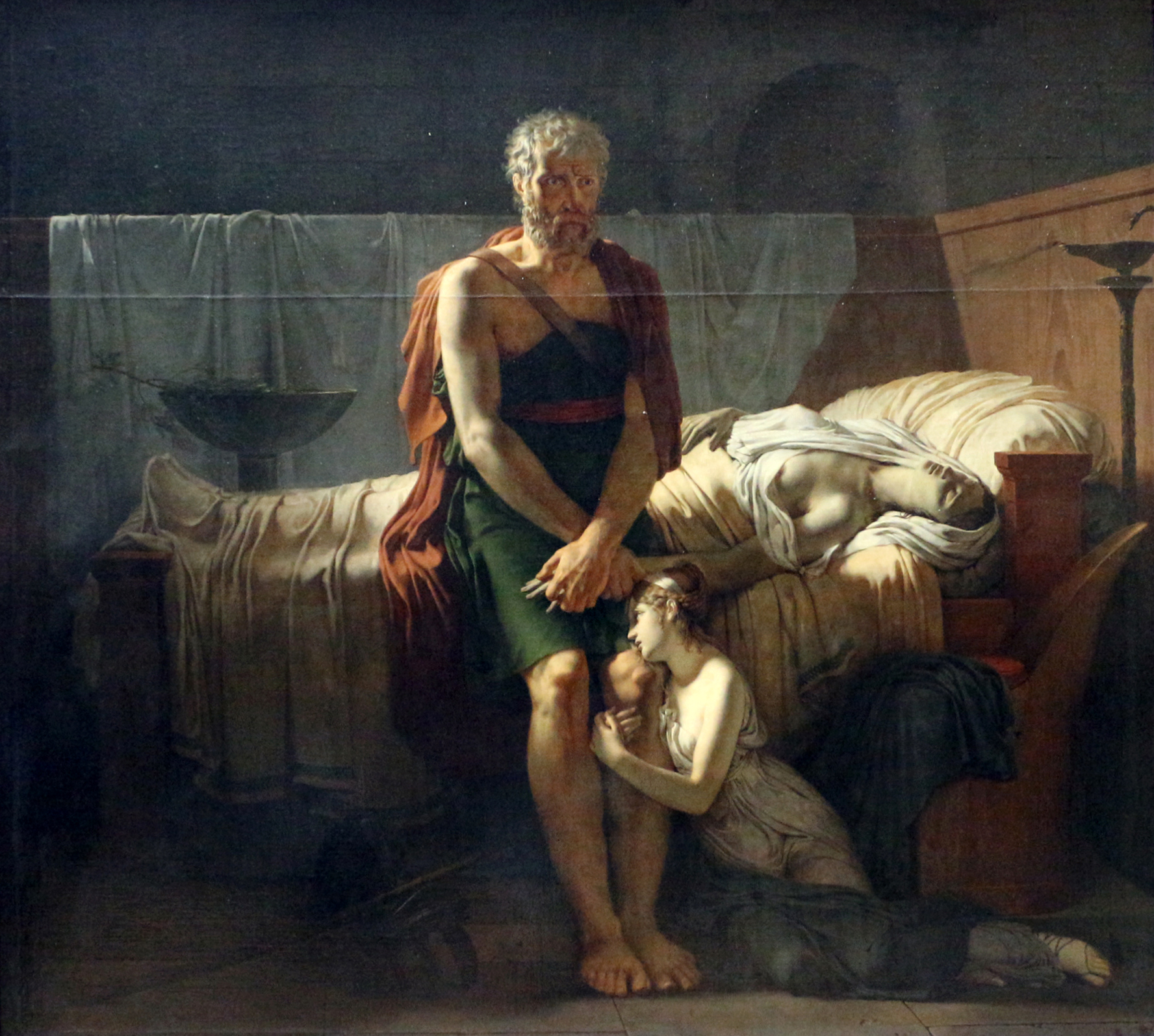
El regreso de Marco Sexto
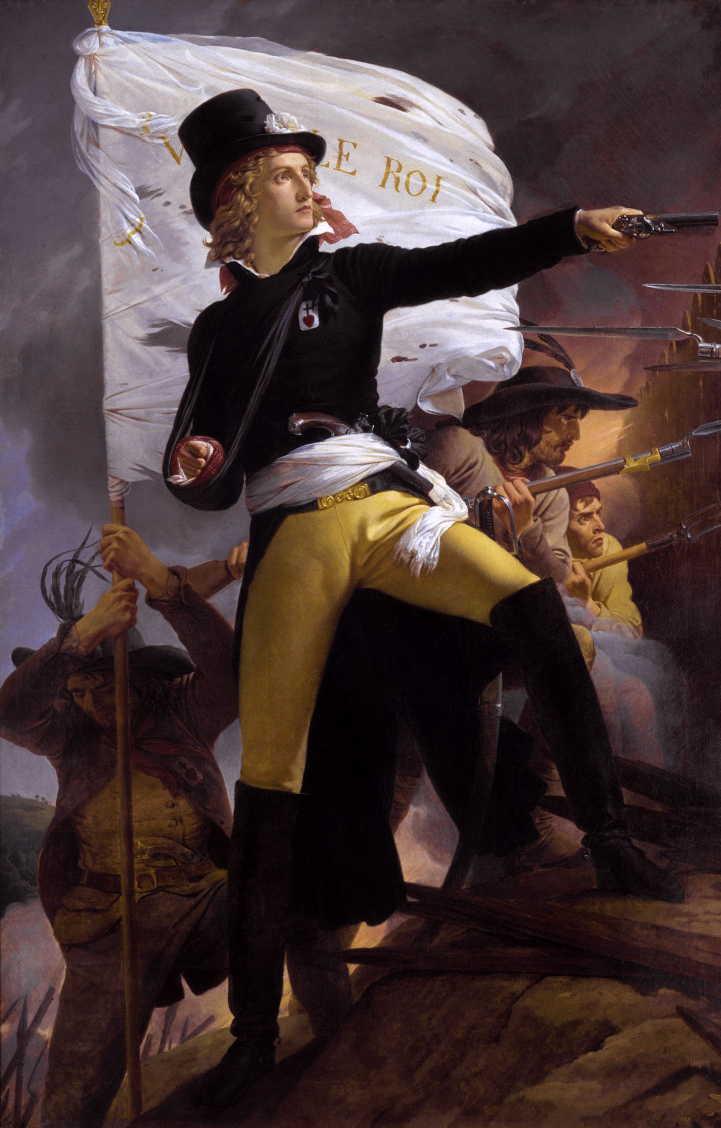
Henri de La Rochejaquelein
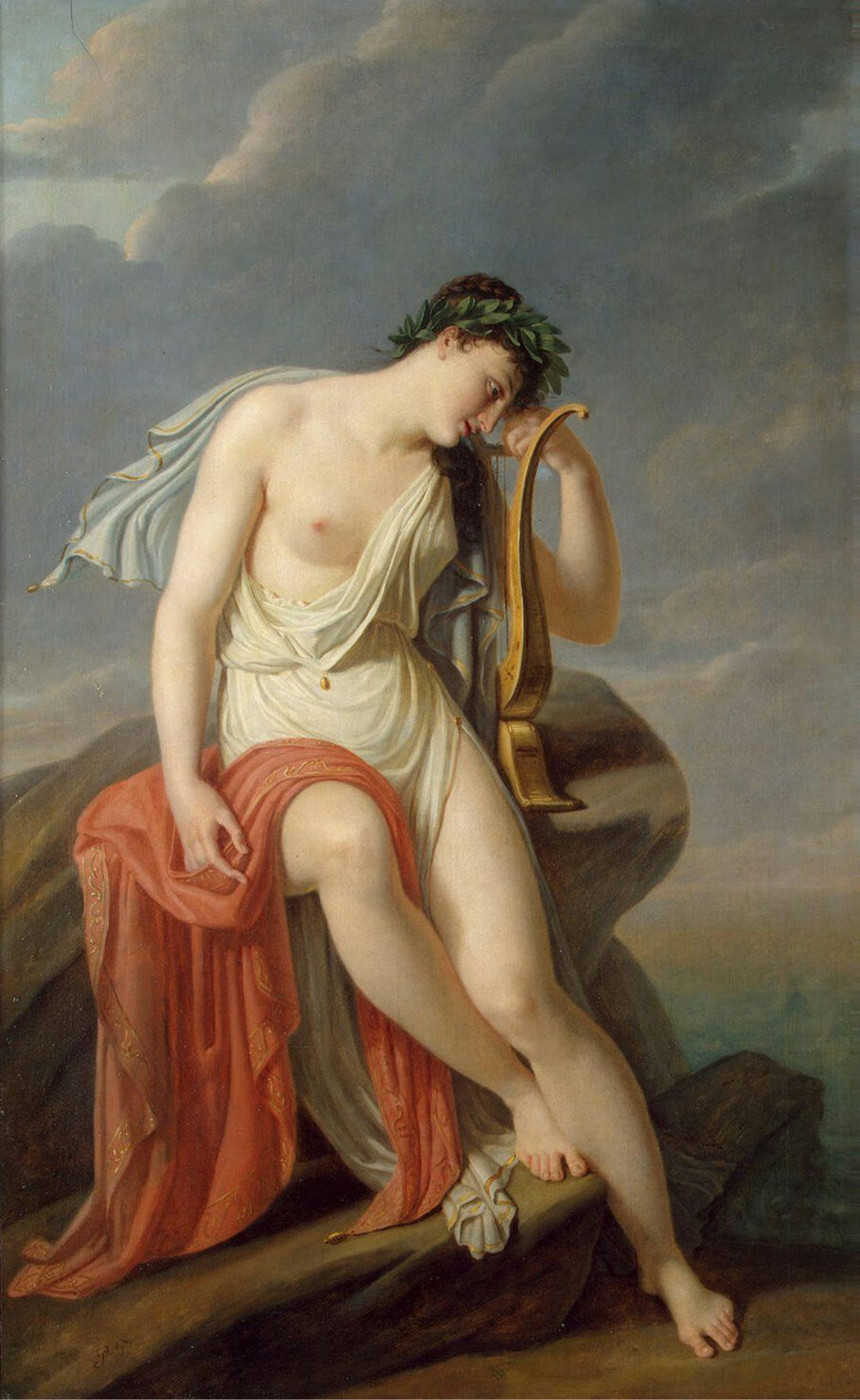
Safo
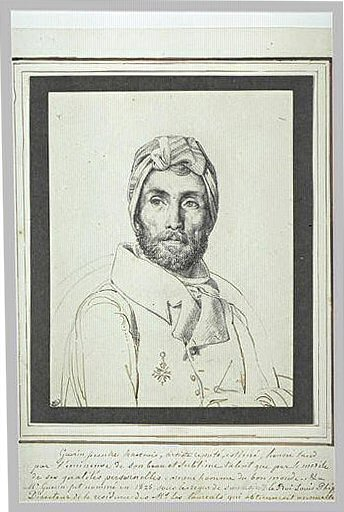
Retrato de Jodocus van den Abeele.

## Distinciones, empleos
- Director de la Academia de Francia en Roma. (1822-1829)
- Miembro del Instituto. (1815)
- Premio de Roma de Pintura de la Academia de Bellas Artes (1827)

## Órdenes

### Reino de Francia
- Caballero de la Orden de San Miguel[1] (1822)
- Caballero de la Legión de Honor[1] (1803)